# Rina Rabau Nkandu
Rina Rabau Nkandu (Lubumbashi, 26 mei 1984) is een Belgisch politica voor Groen. Sinds januari 2022 bekleedt zij de functie van vijfde schepen van de stad Mechelen.

## Biografie
Rina Rabau Nkandu werd geboren op 26 mei 1984 in Lubumbashi in de Democratische Republiek Congo. Haar moeder is van Griekse-Congolese afkomst en haar vader is Belgisch. Het gezin vestigde zich in 1988 in Leuven en verhuisde in 1991 naar Lubbeek, waar ze opgroeide in een gezin van vijf kinderen.

### Opleiding
Rabau Nkandu voltooide haar secundaire onderwijs aan het Sint-Pieterscollege in Leuven, waar ze in 2002 afstudeerde in de richting Latijn-moderne talen. Vervolgens behaalde ze in 2006 haar licentiaat in de sociologie aan de Katholieke Universiteit Leuven (KU Leuven).

### Carrière
Ze begon haar professionele loopbaan in 2007 als kabinetsmedewerker bij Mohamed Ridouani, destijds schepen in Leuven. Daarnaast was ze betrokken bij organisaties zoals het Minderhedenforum en werkte ze als kabinetsmedewerker voor onder andere Pascal Smet en Elke Van den Brandt.
Tussen 2013 en 2015 woonde Rabau Nkandu met haar gezin een jaar in zowel Engeland als Nederland.

### Politiek
In 2016 trad ze toe tot de politieke partij Groen, waar ze ook ondervoorzitter werd van de lokale afdeling. Dat jaar richtte ze samen met vier anderen het ontmoetingsplatform 'Mechelen Matcht' op, met als doel meer sociale cohesie in de stad te bevorderen.
In 2018 werd ze gemeenteraadslid.
In 2019 stelde Rabau Nkandu zich kandidaat voor het onder-voorzitterschap van de partij, met Björn Rzoska als kandidaat-voorzitter. Ze werden niet verkozen en verloren van voorzitster Meyrem Almaci, die tijdens de tweede stemronde met 53,2% van de stemmen werd verkozen.
Op 1 januari 2022 volgde ze Marina De Bie als vijfde schepen van Mechelen. Sindsdien is zij 'schepen van Ontmoeting' met de bevoegdheden Onderwijs, Sociale cohesie, Mondiaal Beleid, Slimme stad, Participatie, Senioren en Toegankelijkheid. In de zomer van 2023 was ze waarnemend burgemeester.
De gemeenteraadsverkiezingen van 13 oktober 2024 bevestigden Rabau Nkandu in haar mandaat. Tot 2030 is zij vierde schepen van Mechelen, bevoegd voor Sociale Zaken, Sociale cohesie, Senioren, Armoedebestrijding en Toegankelijkheid.